# مارك ديفيس (لاعب كرة سلة)
مارك ديفيس (بالإنجليزية: Mark Davis)‏ مواليد 23 ديسمبر 1960، هو لاعب كرة سلة أسترالي سابق.